# Старые Бобовичи
Старые Бобовичи — село в Новозыбковском городском округе Брянской области.

## География
Находится в западной части Брянской области на расстоянии приблизительно 10 км на запад-северо-запад по прямой от районного центра города Новозыбков на правом берегу реки Ипуть.

## История
Известно с начала XVI века. В 1859 году здесь (село Новозыбковского уезда Черниговской губернии) был учтен 161 дворов, в 1892—255. В 1633 упоминалась униатская церковь Св. Георгия, в 1654 показаны две церкви; в XVIII—XIX веках — церковь Рождества Богородицы (не сохранилась). До 2019 года было административным центром Старобобовичского сельского поселения Новозыбковского района до их упразднения.

## Население
Численность населения: 728 человек (1786 год), 978 (1859), 1610 (1892), 1044 человека в 2002 году (русские 97 %), 950 в 2010.